# St. Nikolaus (Göhrendorf)

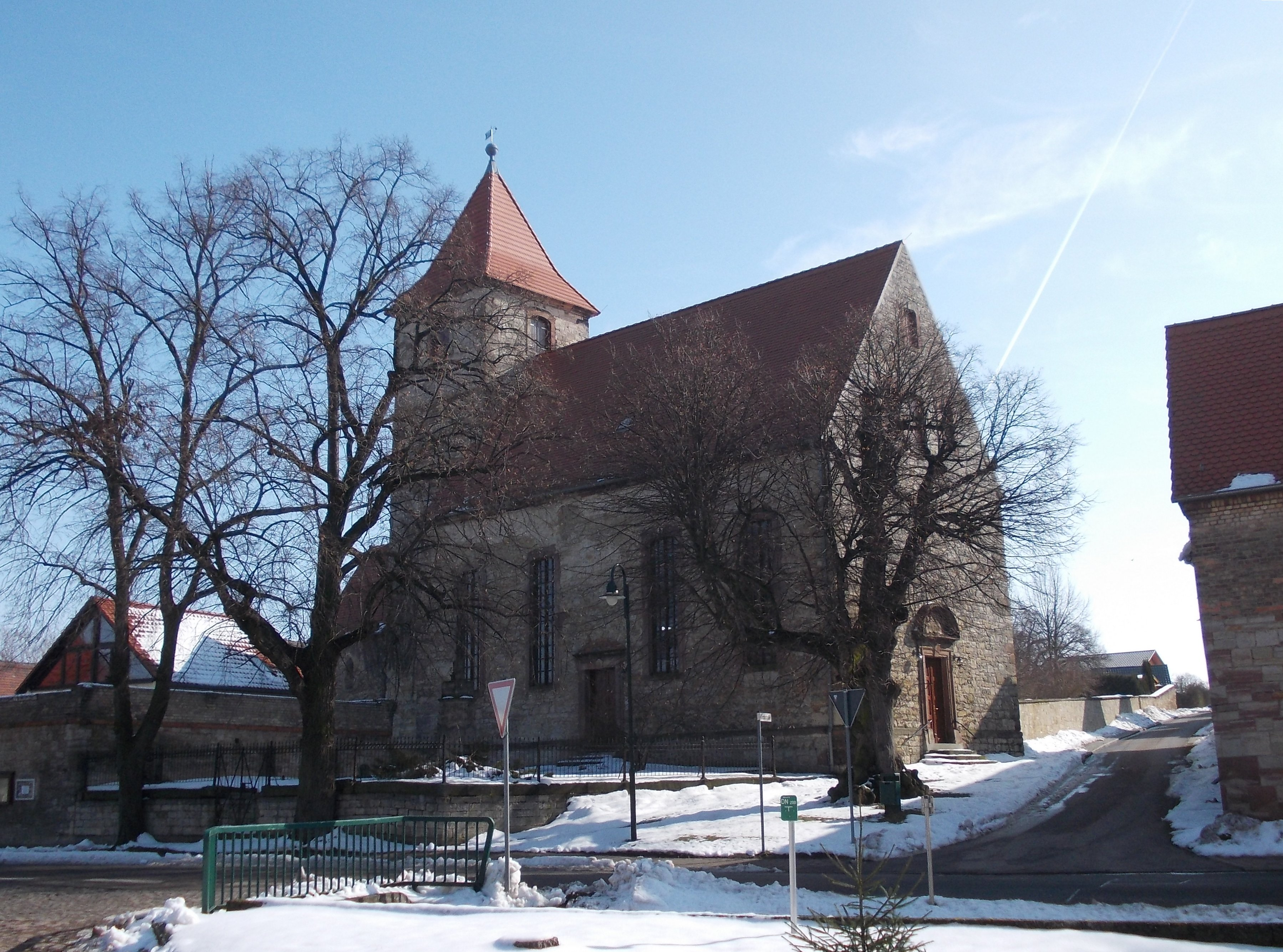
St. Nikolaus in Göhrendorf

St. Nikolaus ist eine denkmalgeschützte evangelische Kirche im Ort Göhrendorf der Gemeinde Nemsdorf-Göhrendorf in Sachsen-Anhalt. Im örtlichen Denkmalverzeichnis ist sie unter der Erfassungsnummer 094 05791 als Baudenkmal verzeichnet.
Patron des Sakralgebäudes, welches in der Kirchstraße in Göhrendorf zu finden ist, ist Nikolaus von Myra. Bis zum 16. Jahrhundert war die Kirche die Filialkirche von Barnstädt und wurde dann der Kirche St. Georg in Nemsdorf unterstellt. Bei der Kirche handelt es sich um eine romanische Ostturmkirche. Aufgrund von Umbauten ist das Turmoberteil gotisch und barock geprägt. Der gotische Chor ersetzte die frühere Apsis. 1732 wurde das Kirchenschiff in seine heutige barocke Form umgebaut.
Die Orgel schuf der Querfurter Orgelbauer Wilhelm Hellermann um 1870 als Erweiterung einer ursprünglich durch Julius Heinrich Papenius im 18. Jahrhundert erbauten Orgel. Das Instrument besitzt 29 Register auf drei Manualen und Pedal bei mechanischen Trakturen. Derzeit sind aufgrund mangelnder Pflege und Holzwurmbefall nur das erste Manual und das Pedal spielbar.